# Inglange
Inglange – miejscowość i gmina we Francji, w regionie Grand Est, w departamencie Mozela.
Według danych na rok 1990 gminę zamieszkiwały 294 osoby, a gęstość zaludnienia wynosiła 51 osób/km² (wśród 2335 gmin Lotaryngii Inglange plasuje się na 756. miejscu pod względem liczby ludności, natomiast pod względem powierzchni na miejscu 941.).